# Władcy Mercji

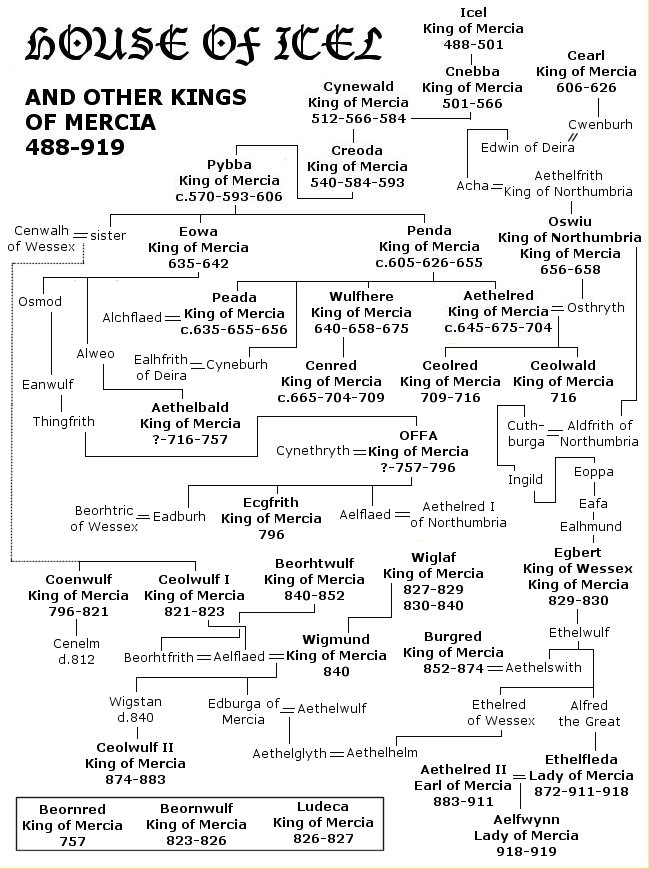
Genealogia królów Mercji

Władcy Mercji – królowie anglosaskiego królestwa Mercji.

## KrólowieMercji
Dynastia Icela
- 488-501?: Icel
- 501-566?: Cnebba
- 566-584: Cynewald
- 584–593: Creoda
- 593–ok. 606: Pybba
- 606–626: Ceorl
- 626–655: Penda
- 635-642: Eowa
- 653–656: Peada
  - 655–658: Oswiu z Nortumbrii
- 658–675: Wulfhere
- 675–704: Aethelred
- 704–709: Cenred
- 709–716: Ceolred
- 716: Ceolwald
- 716–757: Aethelbald
  - 757: Beornrad (uzurpator)

Dynastia Offy
- 757–796: Offa
- 787–796: Ecgfrith

Dynastia Coenwulfa
- 796–821: Coenwulf
- 821: Coenelm
- 821–823: Ceolwulf I
- 823–825: Beornwulf
- 826–827: Ludeca
- 827–829: Wiglaf
- 829–830: Egbert z Wesseksu
- 830–840: Wiglaf
- 840?: Wigstan
- 840–852: Beorthwulf
- 852–874: Burgred
- 873–879/883: Ceolwulf II (z nadania duńskiego)

## Książęta Mercji
- 883–911: Aethelred
- 911–918: Ethelfleda
- 918–919: Aelfwynn
  - 919: włączenie do Wessexu